# Whigismo

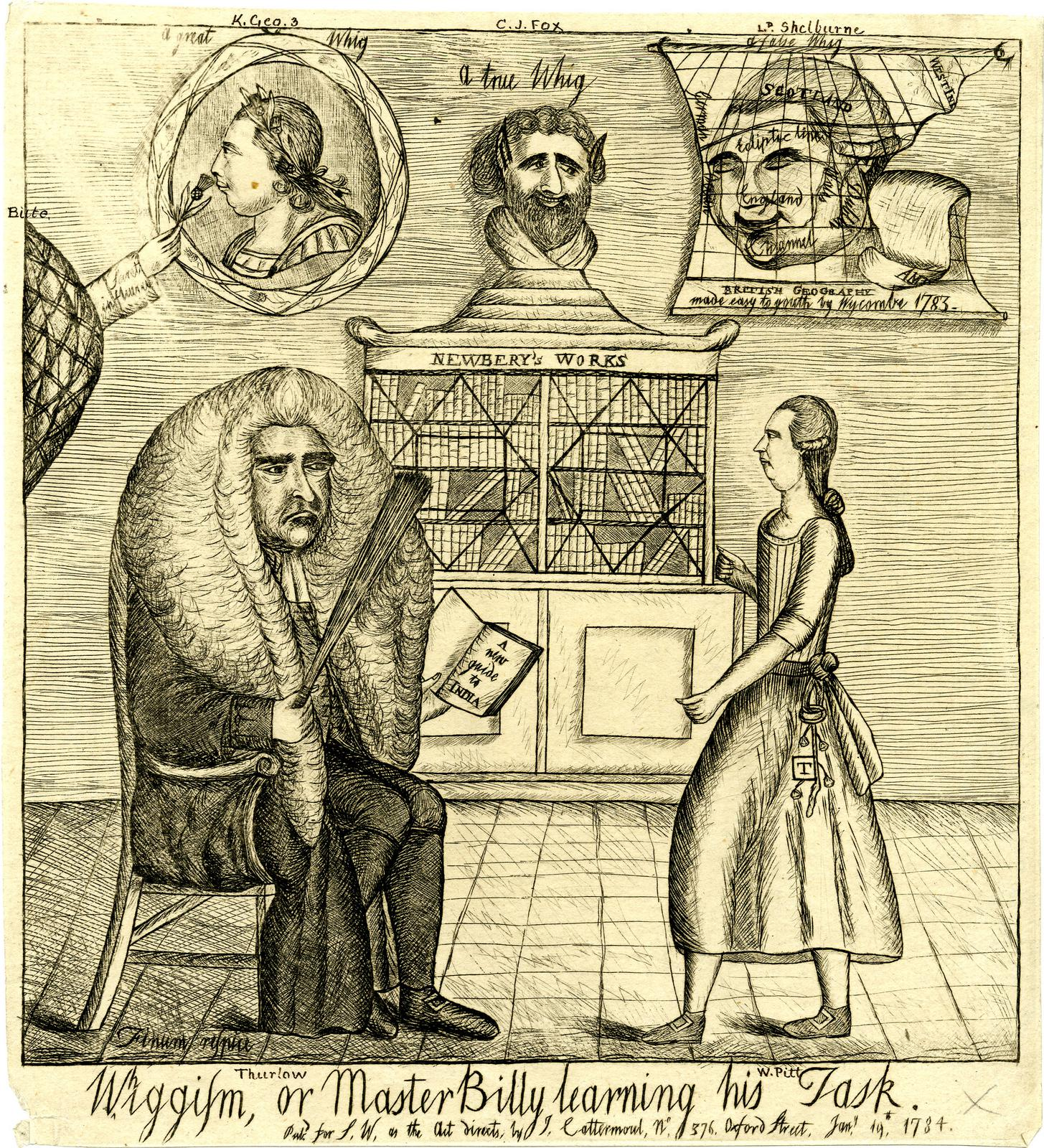
Whiggismo, o el maestro Billy aprendiendo su tarea, caricatura de 1784. Lord Thurlow actúa como maestro de escuela de William Pitt el Joven. El aula contiene imágenes del rey Jorge III, etiquetado como un "Gran Whig" y que se supone que estaba bajo la influencia de Lord Bute ; Charles James Fox, etiquetado como un "Verdadero Whig"; y Lord Shelburne, etiquetado como un "Falso Whig".

El whiggismo es una filosofía política que surgió de la facción parlamentaria en las Guerras de los Tres Reinos (1639-1651) y fue formulada concretamente por Lord Shaftesbury durante la Restauración inglesa. Su nombre proviene del partido político Whig. Los whigs defendían la supremacía del Parlamento (en oposición a la del rey), la centralización del gobierno y la anglicización coercitiva a través del sistema educativo. También se opusieron firmemente a conceder libertad de religión, derechos civiles o derechos de voto a cualquiera que practicara su religión fuera de las iglesias establecidas del reino. Finalmente, los Whigs concedieron a regañadientes una tolerancia religiosa estrictamente limitada para los disidentes protestantes, mientras continuaban la persecución religiosa y la privación de derechos de los católicos romanos y los episcopalianos escoceses. Estaban particularmente decididos a impedir la ascensión de un presunto heredero católico al trono británico, especialmente de Jacobo II o sus legítimos descendientes varones, y en su lugar concedieron el trono a la Casa protestante de Hannover en 1714.  La ideología Whig está asociada con el liberalismo conservador temprano. 
A partir de la conspiración de Titus Oates, la Crisis de Exclusión de 1679-1681, y la Revolución Gloriosa de 1688-1689, el whiggismo dominó la política inglesa y británica hasta aproximadamente el año 1760, después de lo cual los whigs se dividieron en diversas facciones políticas. Ese mismo año, el rey Jorge III fue coronado y permitió que los conservadores volvieran al gobierno. Aun así, algunos historiadores modernos actualmente llaman al período entre 1714 y 1783 la "era de la oligarquía Whig". 
Incluso después de 1760, los Whigs todavía componían aproximadamente la mitad de las familias nobles más nuevas de Inglaterra, Irlanda, Gales y Escocia, así como a la mayoría de los comerciantes, disidentes y la clase media. La posición conservadora opuesta la sostenían las otras grandes familias, las facciones no juramentadas y de la la alta iglesia dentro de la Iglesia de Inglaterra, muchos católicos y disidentes protestantes, la mayor parte de la nobleza terrateniente y la clase tradicional de oficiales de las fuerzas armadas británicas. Los whigs se opusieron especialmente a los intentos de lograr un cambio de régimen por parte de los partidarios del jacobitismo, un movimiento de monárquicos legitimistas que prometía libertad de religión y derechos civiles a todos fuera de las iglesias establecidas, la devolución del poder en el Reino Unido, derechos lingüísticos para las lenguas minoritarias y muchas otras reformas políticas, y que compartía una superposición sustancial con el toryismo temprano y lo que ahora se denomina conservadurismo tradicionalista e influyó mucho en ambos. Mientras estaban en el poder, los políticos Whigs frecuentemente denunciaban a todos sus oponentes y críticos políticos como "jacobitas" o "engañados de los jacobitas".
El término "Old Whigs" también se utilizó en Gran Bretaña para aquellos Whigs que se oponían a Robert Walpole como parte del Country Party.  El término whiggismo se refería originalmente a los whigs de las Islas Británicas, pero el nombre de "viejos whigs" fue adoptado en gran medida por los patriotas estadounidenses en las Trece Colonias. Antes y durante la Revolución estadounidense, el whiggismo estadounidense, en un cambio profundamente irónico, utilizó como arma la filosofía política whig sobre el contrato social impuesto por el derecho de revolución contra el gobierno dominado por los whigs en Westminster y los monarcas hannoverianos. En el proceso, el whiggismo estadounidense finalmente pasó del monarquismo al republicanismo y al federalismo, al tiempo que adoptaba muchas posiciones tradicionalmente jacobitas, contrailustradas y de los primeros conservadores. 
Una cooptación similar, pero mucho más discreta, también se estaba produciendo en las Islas Británicas entre muchos autodenominados whigs, entre ellos Edmund Burke, Henry Grattan, William Wilberforce, Daniel O'Connell y William Pitt el Joven. Aunque a menudo fueron influenciados en este sentido por los escritos de los primeros conservadores y otros críticos intelectuales del partido Whig como Jonathan Swift, Lord Bolingbroke y David Hume, estos Whigs reformistas, de manera similar a los patriotas estadounidenses, se negaron a usar la palabra "Tory" como algo más que un término de abuso contra aquellos con una ideología Whig más tradicionalista, lo que en última instancia cambió por completo el significado de la palabra. 
La teoría Whig de la historia, que fue desarrollada en gran medida por Thomas Babington Macaulay para justificar la ideología política y las prácticas pasadas del partido, siguió siendo la historia oficial del Imperio Británico hasta que John Lingard, William Cobbett, Hilaire Belloc, GK Chesterton, Roger Scruton, Saunders Lewis y John Lorne Campbell plantearon serios desafíos a sus afirmaciones.

## Orígenes del término
Poco después de la adopción de "Whig" como nombre de una facción política, la palabra "Whiggismo" surgió de la adición del sufijo "-ism", creando un término para la ideología política de los Whigs. Su uso ya había comenzado en la década de 1680. En 1682, Edmund Hickeringill publicó su Historia del Whiggismo.  En 1702, escribiendo satíricamente bajo la apariencia de un Tory, Daniel Defoe afirmó: "Nunca podremos disfrutar de una Unión y Tranquilidad establecidas e ininterrumpidas en esta Nación, hasta que el Espíritu del Whiggismo, la Facción y el Cisma se derrita como el Viejo Dinero".  El nombre probablemente proviene de una abreviatura de Whiggamore, en referencia a la incursión de Whiggamore. 

## Orígenes
Los verdaderos orígenes de lo que se conoció como Whiggismo se encuentran en las Guerras de los Tres Reinos y la lucha de poder entre el Parlamento de Inglaterra y el Rey Carlos I, que eventualmente se convirtieron en las Guerras Civiles Inglesas, pero solo después del ejemplo del uso exitoso de la oposición violenta al rey establecido por las Guerras de los Obispos, que se libraron entre el mismo rey en su calidad de rey de Escocia por un lado y el Parlamento de Escocia y la Iglesia de Escocia por el otro. Sin embargo, los orígenes inmediatos de los Whigs y el Whiggismo estuvieron en la crisis de la Ley de Exclusión de 1678 a 1681, en la que un partido rural se enfrentó a un partido de la corte en un intento infructuoso de excluir a Jacobo, duque de York, de suceder a su hermano Carlos II como rey de Inglaterra, Escocia e Irlanda. Esta crisis fue provocada por la falta de un heredero legítimo por parte de Carlos, por el descubrimiento en 1673 de que Jaime era católico romano y por el llamado Complot Papal de 1678. 
Si bien un principio importante del whiggismo era la oposición al papado, eso siempre fue mucho más que una mera preferencia religiosa a favor del protestantismo, aunque la mayoría de los whigs tenía tal preferencia. Sir Henry Capel esbozó la motivación principal del grito de "no al papado" cuando dijo en la Cámara de los Comunes el 27 de abril de 1679:

Del Papismo vino la noción de un ejército permanente y el Poder arbitrario... Antiguamente, la Corona de España, y ahora Francia, apoyan esta raíz del Papismo entre nosotros; pero si eliminamos el Papismo, se acaba el Gobierno y poder arbitrario. Es una mera quimera, o noción, sin el Papismo.

Aunque no tuvieron éxito en impedir el ascenso al trono del duque de York, los whigs, en alianza con Guillermo de Orange, lo derrocaron en la Gloriosa Revolución de 1688. Con ese acontecimiento se estableció una nueva supremacía del parlamento, que en sí misma era uno de los principios del whiggismo, tal como había sido el principio principal de los Roundheads en una generación anterior. 
El gran logro Whig fue la Declaración de Derechos de 1689,que hizo que el Parlamento, no la Corona, fuera la autoridad suprema. Estableció elecciones libres para la Cámara de los Comunes (aunque en su mayoría estaban controladas por el terrateniente local), libertad de expresión en los debates parlamentarios y afirmó la prohibición de "castigos crueles o inusuales". 

## Variaciones

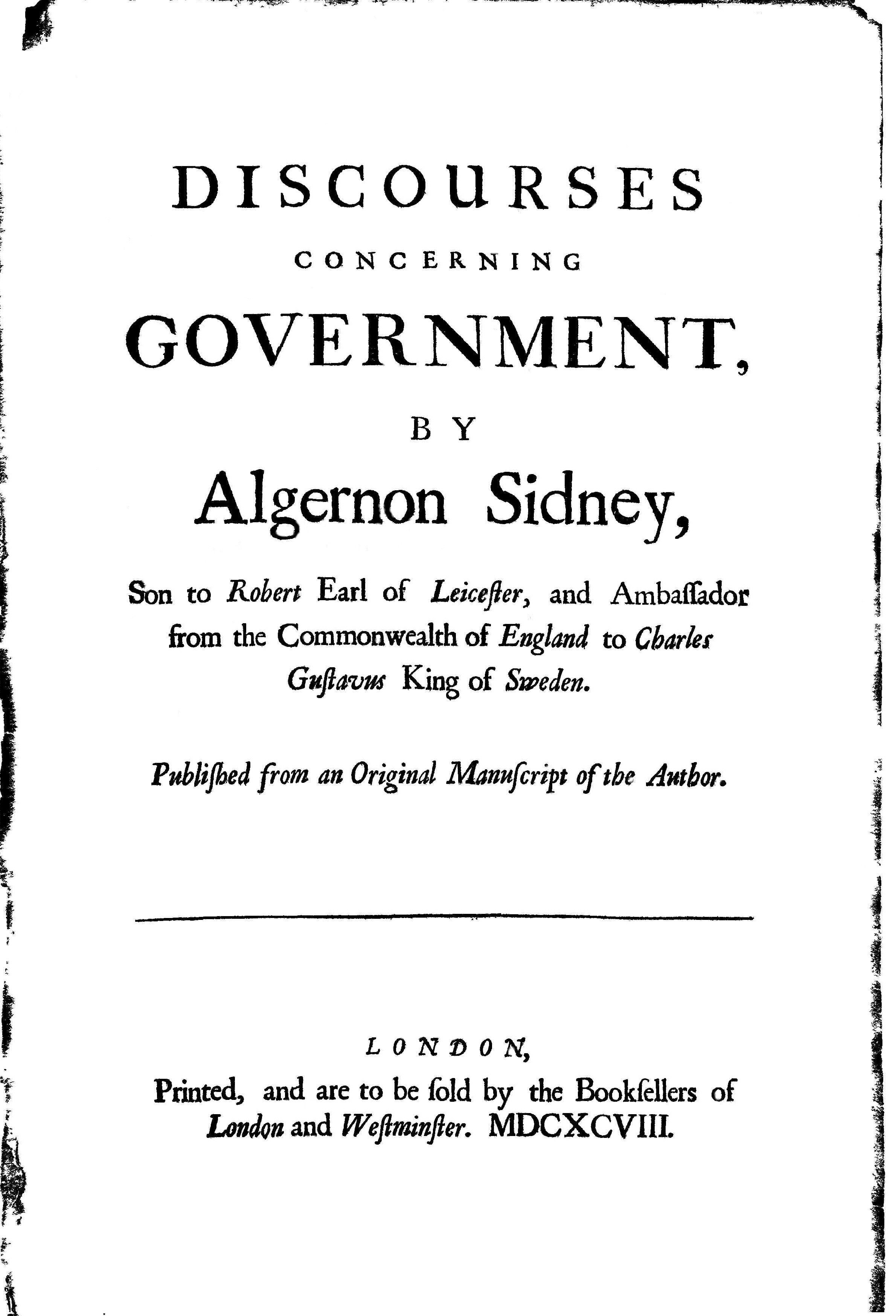
Página de título de los Discursos sobre el gobierno de Sidney (1698)

Lee Ward (2008) sostiene que los orígenes filosóficos del whiggismo se encuentran en Patriarcha Non Monarcha (1681) de James Tyrrell, Two Treatises of Government (1689) de John Locke y Discourses Concerning Government (1698) de Algernon Sidney.  Los tres se unieron para oponerse a la defensa que hacía Sir Robert Filmer del derecho divino y la monarquía absoluta. Tyrrell propuso un whiggismo moderado que interpretaba la constitución equilibrada y mixta de Inglaterra "como el producto de un pacto social contextualizado que combinaba elementos de costumbre, historia y prescripción con obligaciones inherentes de la ley natural".  Sidney, por su parte, enfatizó los temas principales del republicanismo y basó la ideología Whig en la soberanía del pueblo al proponer un reordenamiento constitucional que elevaría la autoridad del Parlamento y democratizaría sus formas. Sidney también enfatizó las nociones republicanas clásicas de virtud.  Ward dice que el whiggismo liberal de Locke se basaba en una teoría radicalmente individualista de los derechos naturales y del gobierno limitado.  La posición moderada de Tyrrell llegó a dominar el whiggismo y el constitucionalismo británico en su conjunto desde 1688 hasta la década de 1770.  Las ideas más radicales de Sidney y Locke, sostiene Ward, quedaron marginadas en Gran Bretaña, pero emergieron como una corriente dominante en el republicanismo estadounidense. Las cuestiones planteadas por los estadounidenses, empezando por la crisis de la Ley del Timbre de 1765, desgarraron el whiggismo en una batalla entre la soberanía parlamentaria (Tyrrell) y la soberanía popular (Sidney y Locke). 

## A través del Imperio Británico
El whiggismo adoptó formas diferentes en Inglaterra y Escocia, aunque desde 1707 las dos naciones compartían un parlamento único.  Mientras que el whiggismo inglés tenía en su núcleo el poder del parlamento, creando para ese propósito una monarquía constitucional y una sucesión permanentemente protestante al trono, los whigs escoceses dieron una mayor prioridad al uso del poder para fines religiosos, incluyendo el mantenimiento de la autoridad de la Iglesia de Escocia, justificando la Reforma Protestante y emulando a los Covenanters.
También había whigs en las colonias de América del Norte y, si bien el whiggismo allí tenía mucho en común con el de Gran Bretaña, también tenía sus propias prioridades. Durante el desarrollo de la Revolución estadounidense, este whiggismo llegó a conocerse como republicanismo. 
En la India, Prashad (1966) sostiene que la profunda influencia de las ideas de Edmund Burke introdujo el whiggismo en la corriente principal del pensamiento político indio. Los indios adoptaron los supuestos básicos del whiggismo, especialmente el liderazgo natural de una élite, la incapacidad política de las masas, la gran asociación de la sociedad civil y los mejores métodos para lograr el progreso social, analizando la naturaleza de la sociedad y la nación y describiendo el carácter del estado ideal. 

## Lectura adicional
- Carswell, John, The Old Cause: Three Biographical Studies in Whiggism (Londres: The Cresset Press, 1954) trata sobre Thomas Wharton, George Dodington y Charles James Fox.
- HT Dickinson, Walpole y la supremacía whig (University of London Press, 1973)
- Dickinson, HT "El whiggismo en el siglo XVIII", en John Cannon, ed. , La ascendencia Whig: coloquios sobre la Gran Bretaña hannoveriana (1981), págs. 28–44
- William Herbert Dray, "JH Hexter, el neowhiggismo y la historiografía temprana de los Estuardo" en Historia y teoría, vol. 26 (1987), págs. 133–149
- Goldie, Mark, "Las raíces del verdadero whiggismo, 1688-94", en Historia del pensamiento político 1 (1980), págs. 195–236
- Guttridge, George Herbert, El whiggismo inglés y la revolución estadounidense (Berkeley y Los Ángeles: University of California Press, 1942)
- Mitchell, Leslie, El mundo Whig: 1760–1837 (2006)
- O'Gorman, Frank, El ascenso del partido en Inglaterra: los whigs de Rockingham, 1760-1782 (Londres: George Allen & Unwin Ltd, 1975)
- Robbins, Carolina. El Commonwealthman del siglo XVIII: estudios sobre la transmisión, el desarrollo y las circunstancias del pensamiento liberal inglés desde la Restauración de Carlos II hasta la Guerra con las Trece Colonias (1959, 2004). [ ISBN desaparecido ]
- Smith, Ernest Anthony, Principios Whig y política de partidos: Earl Fitzwilliam y el Partido Whig, 1748-1833 (Manchester University Press, 1975)
- Ward, Lee, La política de la libertad en Inglaterra y en los Estados Unidos revolucionarios (Cambridge University Press, 2004)
- Williams, Basil y C. H. Stuart, La supremacía whig, 1714-1760 (Historia de Inglaterra de Oxford) (2.ª ed., 1962)
- Womersley, David, Paddy Bullard, Abigail Williams, Culturas del whiggismo: nuevos ensayos sobre la literatura y la cultura inglesas en el largo siglo XVIII (University of Delaware Press, 2005)